# Micraira spiciforma
Micraira spiciforma är en gräsart som beskrevs av Michael Lazarides. Micraira spiciforma ingår i släktet Micraira och familjen gräs. Inga underarter finns listade i Catalogue of Life.